# (6524) Baalke
(6524) Baalke (1992 AO) – planetoida z grupy pasa głównego asteroid okrążająca Słońce w ciągu 3,61 lat w średniej odległości 2,35 j.a. Odkryta 9 stycznia 1992 roku.